# Bistum Hpa-an
Das Bistum Hpa-an (lat.: Dioecesis Hpaanensis) ist eine in Myanmar gelegene römisch-katholische Diözese mit Sitz in Hpa-an. 

## Geschichte
Das Bistum Hpa-an wurde am 24. Januar 2009 durch Papst Benedikt XVI. mit der Apostolischen Konstitution Missionalem navitatem  aus Gebietsabtretungen des Erzbistums Yangon errichtet und diesem als Suffraganbistum unterstellt. Erster Bischof wurde Justin Saw Min Thide.